# Championnat du Kosovo de football 2018-2019
 (août 2018).
Si vous disposez d'ouvrages ou d'articles de référence ou si vous connaissez des sites web de qualité traitant du thème abordé ici, merci de compléter l'article en donnant les références utiles à sa vérifiabilité et en les liant à la section « Notes et références ».
Navigation
Édition précédente Édition suivante
La Superliga du Kosovo 2018-2019 est la 20e édition du Championnat du Kosovo de football également appelé Vala Superliga pour des raisons de parrainage. La saison a débuté le 19 août 2018. Douze équipes disputent cette compétition. Chacune d'entre d'elles affronte l'ensemble des autres équipes pour un total de 33 matchs. Le champion sortant est KF Drita.
Les promus sont le KF KEK, le KF Ballkani et le KF Ferizaj, vainqueur des play offs contre KF Vëllaznimi.

## Équipes participantes
| Équipe        | Ville     | Stade                  |
| ------------- | --------- | ---------------------- |
| KF Drenica    | Skenderaj | Bajram Aliu            |
| KF Drita      | Gjilan    | Gjilan City            |
| KF Feronikeli | Glogovac  | Rexhep Rexhepi         |
| KF Flamurtari | Pristina  | Flamurtari             |
| KF Gjilani    | Gjilan    | Gjilan City            |
| KF Liria      | Prizren   | Përparim Thaçi         |
| KF Llapi      | Podujevo  | Zahir Pajaziti         |
| FC Pristina   | Pristina  | Shahin Haxhiislami     |
| KF Trepça'89  | Mitrovicë | Riza Lushta            |
| KF Ferizaj    | Ferizaj   | Ismet Shabani          |
| KF KEK        | Obilić    | Agron Rama             |
| KF Ballkani   | Suva Reka | Suva Reka City Stadium |

source scoreway.com (en anglais)

## Classement
| Rang | Équipe            | Pts | J  | G  | N  | P  | Bp | Bc  | Diff |
| ---- | ----------------- | --- | -- | -- | -- | -- | -- | --- | ---- |
| 1    | KF Feronikeli C   | 80  | 33 | 25 | 5  | 3  | 64 | 14  | +50  |
| 2    | FC Pristina       | 75  | 33 | 23 | 6  | 4  | 49 | 12  | +37  |
| 3    | KF Llapi Podujeve | 69  | 33 | 22 | 3  | 8  | 54 | 24  | +30  |
| 4    | KF Drita T        | 48  | 33 | 14 | 6  | 13 | 47 | 39  | +8   |
| 5    | KF FerizajP       | 46  | 33 | 14 | 4  | 15 | 39 | 41  | -2   |
| 6    | KF Flamurtari     | 45  | 33 | 12 | 9  | 12 | 33 | 39  | -6   |
| 7    | KF Drenica        | 43  | 33 | 11 | 10 | 12 | 41 | 33  | +8   |
| 8    | KF Ballkani P     | 43  | 33 | 12 | 7  | 14 | 35 | 36  | -1   |
| 9    | KF Trepça'89      | 42  | 33 | 11 | 9  | 13 | 40 | 45  | -5   |
| 10   | KF Gjilan         | 38  | 33 | 10 | 8  | 16 | 28 | 37  | -9   |
| 11   | KF Liria          | 28  | 33 | 8  | 4  | 21 | 30 | 60  | -30  |
| 12   | KF KEK P          | 1   | 33 | 0  | 1  | 32 | 24 | 104 | -80  |

Qualifications européennes
Ligue des champions 2019-2020
- 1er tour préliminaire

Ligue Europa 2019-2020
- 1er tour préliminaire

Relégation
- Barrages de relégation
- Relégation

Abréviations
T : Tenant du titre

C : Vainqueur de la Coupe du Kosovo

P : Promu
La place pour la Ligue Europa 2019-2020 est réservée pour le vainqueur de la Coupe du Kosovo.
Les clubs suivants n'ont pas de licence UEFA, et ne pourront pas participer à une compétition européenne :
- KF Drenica
- KF Ferizaj
- KF Flamurtari
- KF KEK
- KF Liria

### Barrages de Maintien et de Promotion
Le neuvième et le dixième disputent en fin de saison un match de barrage pour le maintien ou la promotion. Ils se maintiennent tous les deux en première division à l'issue de ces barrages.
| Date   | Club recevant | Score | Club visiteur |
| ------ | ------------- | ----- | ------------- |
| 30 mai | KF Gjilan     | 1 - 0 | KF Besa Pejë  |
| 1 juin | KF Trepça '89 | 4 - 2 | KF Vëllaznimi |